# 박물학 강의, '필경사'종에 관하여
〈박물학 강의: ‘필경사’종에 관하여Une leçon d’histoire naturelle. Genre Commis〉는 귀스타브 플로베르(Gustave Flaubert, 1821-1880)가 젊은 시절에 쓴 단편이다. 1837년 3월 30일에 루앙의 문예지인 《벌새Le Colibri》에서 ‘루앙의 풍속’ 난에 실렸는데, 작가의 초년기에 쓴 글 중에서 공식적으로 출간된 것으로는 1837년 2월, 같은 문예지에 발표된 〈장서벽Bibliomanie〉과 〈박물학 강의〉의 두 작품밖에 없다. 〈장서벽〉이 환상적인 색채를 띤 콩트라면 〈박물학 강의〉는 생리학 장르의 단편이라 할 수 있다. 여기서 플로베르는 조르주 퀴비에(Georges Cuvier, 1769-1832)와 같은 동물학자가 되어 ‘필경사’라는 한 사회적 유형을 그리는데, 그 속에는 프티 부르주아적 순응주의에 대한 풍자가 담겨 있다. 〈박물학 강의〉는 주제 면에서 플로베르의 마지막 소설인 《부바르와 페퀴셰Bouvard et Pécuchet》(1881)와 연결되며 허먼 멜빌(Herman Melville, 1819-1891)의 《필경사 바틀비Bartleby the Scrivener》(1853)를 연상시킨다.

## 줄거리
〈박물학 강의: ‘필경사’종에 관하여〉는 지금까지 박물학 분야에서 이룩한 성과를 조롱하며 시작한다. “아리스토텔레스부터 퀴비에까지, 플리니우스부터 드 블랭빌 씨까지, 우리는 자연 과학에서 매우 큰 발전을 이루”었지만, 정작 “우리 시대의 가장 흥미로운 동물”인 필경사에 대해서는 누구도 이야기한 바가 없다고 화자는 비판한다. 그에 의하면 필경사에 관한 연구가 이루어지지 않은 원인으로 두 가지가 있다. 첫째는 필경사에 대한 풍부한 지식을 갖출 만큼 충분히 보고 고민한 학자가 없기 때문이고, 둘째는 필경사를 어느 과(科)로 편입시켜야 할지, 즉 어떻게 분류해야 할지가 분명치 않기 때문이다. 이때 화자가 묘사하는 필경사의 외양은 서로 다른 부류에 속하는 동물들을 연상시키는 우스꽝스러운 모습이다. “박식한 동물학자”를 자칭하는 화자는 직접 여러 사무실을 여행하며 그곳에 번식한 필경사라는 동물에 관해 얻은 다양한 정보를 바탕으로, 다른 동물학자들이 여태껏 하지 못했던 필경사에 관한 분석적 연구를 시도한다. 필경사라는 족속은 주로 독신으로 지내는데, 이들은 담배를 태우며 화를 내고, 깃털 펜을 아주 까다롭게 고르고, 사무실의 사환을 괴롭히고, 장부에 실수로 남긴 잉크 자국을 보며 가슴 아파한다. 결혼해서 정착한 필경사들도 종종 있는데, 그들은 일요일이면 카페오레를 마시고, 일간지와 시시한 소설을 읽고, 경박한 연극을 보러 다니고, 7월 왕정을 열렬히 지지한다. 필경사들은 날씨나 여자나 도로의 재포장이나 켕케식 등불에 대해 시답잖은 수다를 떤다. 열(熱)을 좋아하는 필경사들에게 가장 중요한 일은 사무실의 난로에 불을 지피는 것이다. 그들은 장작 타는 소리를 들으면서 입을 헤벌쭉 벌리며 좋아하고, 누군가 문을 열어놓는 바람에 열기가 빠져나가면 불같이 화를 낸다. 그들을 ‘필경사’라고 부르지 않도록 유의해야 한다. ‘사무원님’이라는 호칭을 써야만 한다. 이처럼 “세관의 필경사부터 증권 거래소의 회계원까지 폭넓은 사회적 계층에 퍼져 있는” 필경사의 유형에 관해, 작가는 “이 동물학 강의의 속편을 출간”하겠다는 포부를 내비치며 글을 마무리한다. 

## 장르
〈박물학 강의: ‘필경사’종에 관하여〉는 장르상 ‘생리학physiologie’에 속한다. 생리학 소설은 모든 인간형을 직업, 환경, 성격 등 일련의 범주로 분류하여 검토하고, 각 유형의 가장 사소한 특징들까지도 소묘하는 것을 특징으로 한다. 1820년경 프랑스에서는 생리학이라는 개념이 유행하면서 과학의 한 분야로 자리 잡고 있던 생리학이 점차 문학의 영역으로 확장되기 시작했다. 1825년에 출간된 장 앙텔름 브리야-사바랭(Jean Anthelme Brillat-Savarin, 1755-1826)의 《미식 생리학Physiologie du Goût》은 생리학적 문학 작품의 시초로 여겨진다. 1829년, 오노레 드 발자크(Honoré de Balzac, 1799-1850)의 《결혼 생리학Physiologie du mariage》이 큰 성공을 거두면서 1830년 무렵부터는 생리학이 문학계에서 인기를 얻었다. 점차 생리학은 값이 싼 문고판으로 발행되고 삽화가 들어간 시리즈출판물로 제작되는 등 출판사의 상업적 이윤을 위해 대량으로 생산되기 시작했다. 그리하여 생리학 장르가 황금기를 맞이한 1840-1842년에는 무려 130여 편의 작품이 출판되었으나 이는 오래 지속되지 못했고, 1843년부터 생리학은 문학계에서 급격한 쇠락을 맞았다. 플로베르의 〈박물학 강의〉는 형식상으로 생리학 소설에 속하긴 하지만, 지난 시대에 박물학과 분류학이 필연적으로 지닐 수밖에 없는 빈틈을 지적하고 있다는 점에서, 즉 인간의 모든 유형을 분류하는 것이 애초에 불가능함을 전제한다는 점에서 생리학 소설 자체를 문제 삼는 생리학 소설이라 볼 수 있을 것이다.